# Калишко войводство (Жечпосполита)
Калишкото войводство (на полски: Województwo kaliskie, на латински: Palatinatus Calisiensis) е административно-териториална единица в състава на Полското кралство и Жечпосполита. Административен център е град Калиш.
Войводството е организирано в началото на XIV век чрез преобразуване на Калишкото княжество. Обхваща територии от историко-географската област Великополша. Административно е разделено на шест повята – Калишки, Камински, Пиздренски, Гнезненски, Кцински и Накловски. В Сейма на Жечпосполита е представено от осем сенатори и шест депутати. През 1768 година северната част на войводството е отделена и обособена в Гнезненско войводство.
При втората подялба на Жечпосполита (1793) територията на войводството е анексирана от Кралство Прусия.